# Płaton Kierżencew
Płaton Michajłowicz Kierżencew, właśc. Lebiediew (ros. Плато́н Миха́йлович Ке́рженцев (Лебедев), ur. 16 sierpnia 1881 w Moskwie, zm. 2 czerwca 1940 tamże) – radziecki polityk, dyplomata, dziennikarz.

## Życiorys
Studiował na Wydziale Historyczno-Filologicznym Uniwersytetu Moskiewskiego (nie ukończył), w 1904 wstąpił do SDPRR, bolszewik, dwukrotnie aresztowany. W 1912 wyemigrował, przebywał m.in. w Londynie, Nowym Jorku i Paryżu, 1918 wrócił do Rosji, pracował w redakcji gazety Izwiestija, której został zastępcą redaktora. Od kwietnia 1919 do stycznia 1921 kierownik Rosyjskiej Agendy Telegraficznej przy WCIK, od 1920 kierownik Wydziału Państw Romańskich Ludowego Komisariatu Spraw Zagranicznych RFSRR, 1921 kierownik Wydziału Prasy tego komisariatu, od lutego 1921 do 10 marca 1923 przedstawiciel dyplomatyczny RFSRR w Szwecji. Od 1923 do kwietnia 1925 kierował sekcją naukowej organizacji pracy przy Ludowym Komisariacie Inspekcji Robotniczo-Chłopskiej ZSRR, od 4 kwietnia 1925 do 26 listopada 1926 ambasador ZSRR we Włoszech, 1926-1927 przewodniczący rady redakcyjnej Zjednoczenia Wydawnictw Państwowych, 1927-1928 zastępca zarządcy Centralnego Zarządu Statystycznego przy Najwyższej Radzie Gospodarki Narodowej ZSRR. Od maja 1928 do stycznia 1930 zastępca kierownika Wydziału Agitacji, Propagandy i Prasy KC WKP(b), 1930 zastępca przewodniczącego Prezydium Akademii Komunistycznej i dyrektor Instytutu Literatury, Sztuki i Języka Akademii Komunistycznej, od grudnia 1930 do marca 1933 zarządzający sprawami Rady Komisarzy Ludowych ZSRR, od marca 1933 do października 1936 przewodniczący Wszechzwiązkowego Komitetu Radiofonizacji i Radiofonii przy Radzie Komisarzy Ludowych ZSRR, od 17 stycznia 1936 do 19 stycznia 1938 przewodniczący Komitetu ds. Sztuk przy Radzie Komisarzy Ludowych ZSRR, od 1939 do śmierci zastępca głównego redaktora Wielkiej i Małej Encyklopedii Radzieckiej.
Pochowany na Cmentarzu Nowodziewiczym.